# Pierre Roy (automobile)
Pour les articles homonymes, voir Roy et Pierre Roy.
Pierre Roy était un constructeur français d'automobiles,,.

## Historique

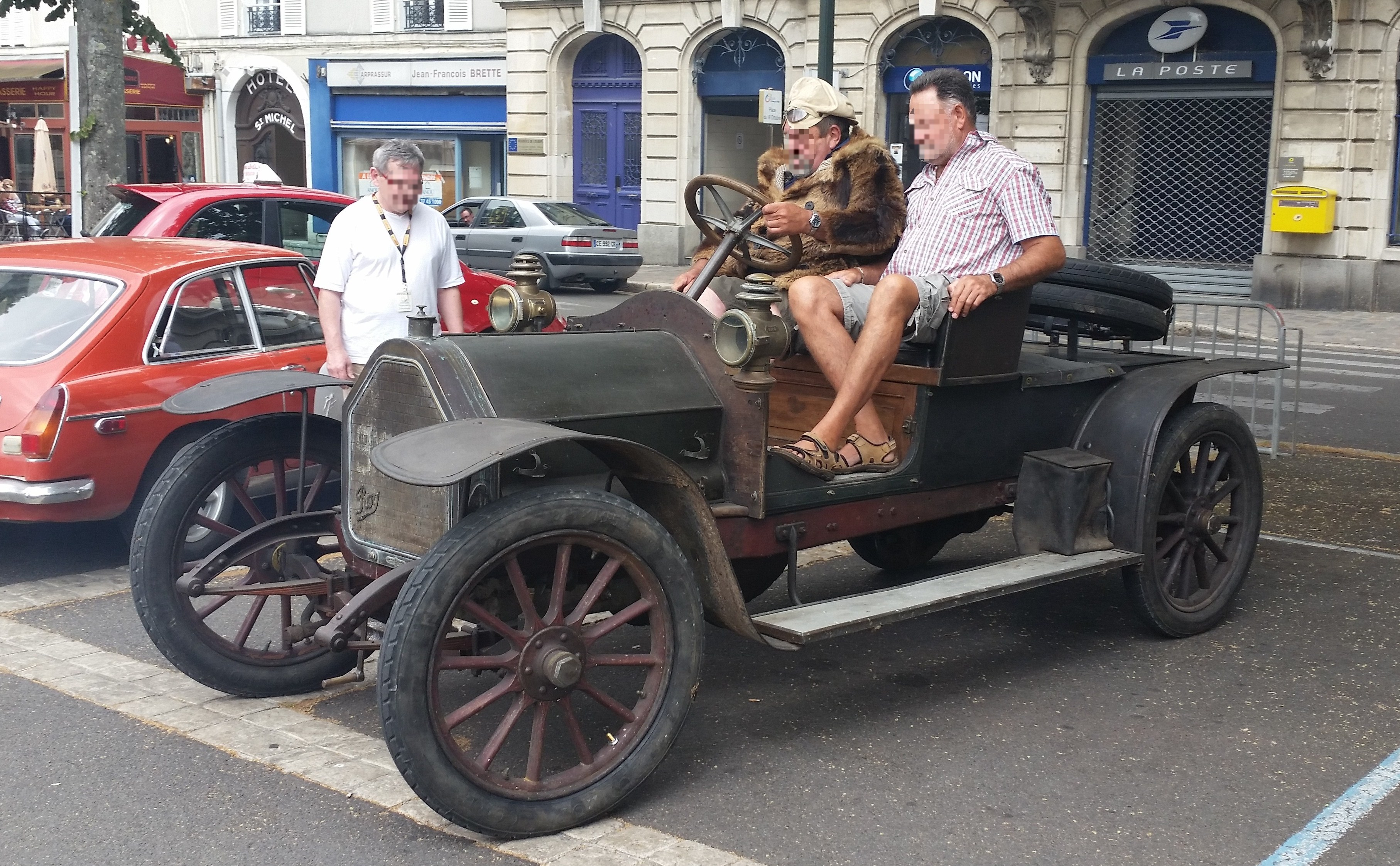
Dernier exemplaire existant de la marque Pierre Roy.

Pierre Roy fonde en 1902 à Montrouge la société qui porte son nom et se lance dans la production d'automobiles. La production cesse en 1909 alors que peu de véhicules ont été produits.
Le premier modèle, la 10/12 CV était équipée d'un moteur bicylindre. Plus tard a suivi le modèle 6 CV équipé d'une carrosserie de type tonneau. En 1905, la gamme est complétée avec deux modèles dotés de moteurs 4 cylindres : les 14/20 CV et 24/30 CV. À compter des années 1950, un seul exemplaire de la marque subsiste.